# کارومونام
کارومونام(به انگلیسی: Carumonam) (INN) یک آنتی بیوتیک از دسته مونوباکتام‌ها است.